# Лисенко Оксана Георгіївна
Лисенко Оксана Георгіївна — радянський і український кінорежисер.

## Біографічні відомості
Народилась 30 січня 1945 р. в родині кінорежисера Г. С. Лисенка. 
Закінчила Київський державний інститут театрального мистецтва ім. І. Карпенка-Карого (1971).
Режисер-постановник стрічки «Біла тінь» (1979, у співавт. з Є. Хринюком).
Член Національної спілки кінематографістів України.

## Фільмографія
Режисер фільмів кіностудії ім. О. П. Довженка: 
- «Іду до тебе…» (1971, асистент режисера)
- «Біле коло» (1974, другий режисер; реж. Г. Лисенко)
- «Пауза» (1975)
- «Біла тінь» (1979, режисер-постановник у співавт. з Є. Хринюком)
- «Поцілунок» (1983, другий режисер; реж. Р. Балаян)
- «За методом професора Лозанова» (1987)
- «Робота над помилками» (1988, другий режисер; реж. А. Бенкендорф)
- «Кілька любовних історій» (1994, другий режисер; реж. А. Бенкендорф) та ін.